# Рашид III бин Ахмед аль-Муалла
Шейх Рашид III бин Ахмед аль-Муалла (1932 — 2 января 2009) — 10-й правитель эмирата Умм-эль-Кайвайна (1981—2009), а также член Высшего совета Объединенных Арабских Эмиратов (ОАЭ). Сын и преемник Ахмада бин Рашида аль-Муаллы (1911—1981), 9-го эмира Умм-эль-Кайвайна (1929—1981).

## Биография
Рашид бин Ахмад аль-Муалла получил от своего отца, шейха Ахмада бин Рашида аль-Муаллы, религиозное образование. С раннего возраста принц привлекался отцом к племенным делам. В 1950-х годах Рашид бин Ахмад обучался государственному управлению, отец отправил его на обучение в всемирно известные университеты.
В 1968 году Шейх Ахмад бин Рашид аль-Муалла назначил своего сына Рашида преемником и наследным принцем. Он взял на себя ответственность за торгово-промышленную палаты эмирата Умм-эль-Кайвайн, а позже стратегическое развитие бизнеса в эмирате, а также правящей семьи Аль-Муалла. В 1981 году после смерти своего отца Шейх Рашид бин Ахмед аль-Муалла унаследовал титул эмира Умм-эль-Кайвайна.
2 января 2009 года эмир Шейх Рашид бин Ахмад аль-Муалла скончался в Лондоне. Его преемником стал его сын и наследный принц Сауд бин Рашид аль-Муалла.